# Eurokody
Eurokody – zestaw Norm Europejskich określających zasady projektowania i wykonywania konstrukcji budowlanych oraz sposoby weryfikacji cech wyrobów budowlanych o znaczeniu konstrukcyjnym, obowiązujących w państwach członkowskich Unii Europejskiej na podstawie Dokumentu Harmonizacyjnego.

## Historia
Na podstawie artykułu 95 Traktatu Wspólnoty Europejskiej w roku 1975 ustalono program działań w zakresie budownictwa, którego celem było usunięcie przeszkód technicznych w handlu i harmonizacja specyfikacji technicznych. Utworzono zbiór norm dotyczących projektowania konstrukcji, które początkowo były alternatywą dla reguł krajowych państw członkowskich, a ostatecznie powinny te reguły zastąpić. 12 grudnia 2003 roku, Komisja Europejska opublikowała Rekomendację 2003/887/EC, która określiła harmonogram wdrażania Eurokodów w państwach członkowskich Unii Europejskiej.
W Polsce Rozporządzeniem Ministra Infrastruktury z dnia 12 marca 2009 r. zmieniającego rozporządzenie w sprawie warunków technicznych, jakim powinny odpowiadać budynki i ich usytuowanie (Dz.U. z 2009 r. nr 56, poz. 461) nadano części Polskich Norm, dotyczących konstrukcji budowlanych status wycofanych, zastępując je stopniowo Eurokodami w miarę ich zatwierdzania i publikowania w języku polskim. Do października 2014 przetłumaczono i opublikowano większość Eurokodów mających odniesienie do polskich warunków budowlanych, oprócz części Eurokodu 8, dotyczącego budowy konstrukcji poddanych oddziaływaniom sejsmicznym. Równocześnie jednak trwają prace nad zmianami Eurokodów w Europejskim Komitecie Normalizacyjnym, które mają zakończyć się do 2014 r. i które są na bieżąco tłumaczone przez Polski Komitet Normalizacyjny. Do 2020 planowane jest także opracowanie całkowicie nowej wersji Eurokodów, które będzie trzeba ponownie przetłumaczyć i wdrożyć w Polsce.

## Pakiety Eurokodów
Eurokody podzielone są na pakiety dotyczące określonych zagadnień i typów konstrukcji. Składają się na nie:
| EN 1990 | Eurokod 0 | Podstawy projektowania konstrukcji                             |
| EN 1991 | Eurokod 1 | Oddziaływania na konstrukcje                                   |
| EN 1992 | Eurokod 2 | Projektowanie konstrukcji z betonu                             |
| EN 1993 | Eurokod 3 | Projektowanie konstrukcji stalowych                            |
| EN 1994 | Eurokod 4 | Projektowanie konstrukcji zespolonych stalowo-betonowych       |
| EN 1995 | Eurokod 5 | Projektowanie konstrukcji drewnianych                          |
| EN 1996 | Eurokod 6 | Projektowanie konstrukcji murowych                             |
| EN 1997 | Eurokod 7 | Projektowanie geotechniczne                                    |
| EN 1998 | Eurokod 8 | Projektowania konstrukcji poddanych oddziaływaniom sejsmicznym |
| EN 1999 | Eurokod 9 | Projektowanie konstrukcji aluminiowych                         |